# إبراهيم المصري (لاعب كرة قدم مصري)
إبراهيم المصري، من مواليد 19 أغسطس 1971 بمدينة بورسعيد، لاعب سابق بنادي المصري ومنتخب مصر، لقب بمارادونا بورسعيد نظرا لمهارته العالية وسرعته رغم قصر قامته، كان اللاعب الأبرز في النادي المصري خلال عقد التسعينات ومطلع الألفية الثانية، وعرف بالانتماء الشديد للنادي المصري إذ استمر طوال مسيرته بالملاعب المصرية بناديه رافضا كل العروض التي تلقاها خصوصا من ناديي الزمالك والأهلي, لعب إبراهيم المصري لمنتخب الشباب المصري وفاز معه بكأس الأمم الأفريقية تحت 20 سنة بمصر عام 1991 كما شارك معه في كأس العالم للشباب بالبرتغال عام 1991. وشارك مع المنتخب المصري في دورة الألعاب الأفريقية 1991 بالقاهرة واولمبياد برشلونه 1992 واحرز هدفا في الأولمبياد، وشارك مع المنتخب الأول في بطولة كأس العرب لكرة القدم 1992 بسوريا وفاز بها، وبطولة كأس الأمم الأفريقية لكرة القدم 1994 بتونس وكأس الأمم الأفريقية لكرة القدم 1996 بجنوب أفريقيا. احترف لمدة موسم واحد في نهاية مسيرته الكروية خلال موسم 2003-2004 بسلطنة عمان بعد استغناء المصري عنه في نهاية موسم 2002-2003 ساهم خلاله في فوز فريقه بلقب دوري المحترفين العماني ليعلن بعدها اعتزاله اللعب.

## الألقاب والإنجازات مع نادي المصري
حقق إبراهيم المصري طوال مشواره مع نادي المصري بطولتين على الصعيد المحلي هما بطولة كأس الاتحاد المصري التنشيطية في عام 1992 وبطولة كأس مصر عام 1998, كما حصل مع المصري على المركز الثالث ببطولة الدوري المصري موسم 2000-2001, اما خارجيا فقد وصل مع المصري للدور قبل النهائي لبطولة كأس إفريقيا للأندية الفائزة بالكؤوس لكرة القدم عام 1999 والمركز الثالث في البطولة العربية للأندية الفائزة بالكؤوس بالكويت عام 1999, كما وصل للدور قبل النهائي لبطولة كأس الكونفدرالية الإفريقية للأندية عام 2002.

## الألقاب مع منتخب مصر الأول
- كأس العرب 1992

## ألقاب شخصية
- أفضل لاعب ببطولة كأس الأمم الأفريقية للشباب تحت 20 سنة عام 1991.

## وصلات خارجية
- إبراهيم المصري على موقع الاتحاد الدولي (مؤرشف)  (الإنجليزية)
- إبراهيم المصري على موقع ناشيونال فوتبول تيمز (الإنجليزية)
- إبراهيم المصري على موقع كووورة
- إبراهيم المصري على موقع أوليمبيديا (الإنجليزية)
- http://ar.fifa.com/worldfootball/statisticsandrecords/players/player=161913/index.html
- https://web.archive.org/web/20110518050538/http://almasryclub.com/negmmember.php?member=134